# Belén Garijo
Pour les articles homonymes, voir Garijo.
 (mars 2024).
Belén Garijo López, née le 31 juillet 1960 à Almansa, est une médecin et femme d'affaires espagnole. 
Membre des conseils d'administration de L'Oréal et de la BBVA, elle est directrice générale de l'entreprise pharmaceutique allemande Merck KGaA depuis mai 2021.

## Carrière
Née à Almansa, dans la province d'Albacete, le 31 juillet 1960, Belén Garijo poursuit ses études de médecine à l'université d'Alcalá de Henares, participant même aux manifestations de 1977 contre la limitation du numérus clausus. Elle y obtient son doctorat de médecine en 1983. Après avoir terminé ses études, elle travaille pendant six ans comme médecin dans le domaine de la pharmacologie clinique, à l'hôpital universitaire La Paz de Madrid. Elle y a supervise des études cliniques, est médecin de famille puis rejoint l'industrie pharmaceutique.
Elle travaille dans la recherche et développement pour les laboratoires Abbott en Espagne comme directrice médicale pendant huit ans (1988-1996). Chez Rhône-Poulenc Rorer (RPR), elle dirige la Business Unit Oncologie à partir de 1996. En 2000, elle est nommée vice-présidente de ce domaine au sein du groupe Aventis nouvellement fusionné et rejoint le New Jersey. 
En 2003, elle revient en Espagne et devient directrice générale de Sanofi-Aventis España en gérant la fusion avec Sanofi. Elle ajoute à ces responsabilités la vice-présidence des opérations pharmaceutiques pour l'Europe et le Canada de Sanofi-Aventis. À partir de 2011, elle gère aussi l'intégration mondiale de l'acquisition de Genzyme pour Sanofi.
En 2011, Garijo rejoint la division Biopharma de Merck KGaA comme directrice des opérations. Elle est promue présidente et CEO de l'activité biopharmaceutique en 2013. Depuis 2015, elle est membre du conseil d'administration et PDG de la division Santé de Merck KGaA. Elle est, à ce moment-là, également membre du conseil de surveillance de la banque Banco Bilbao Vizcaya Argentaria S.A. (BBVA) et membre des Conseils d'Administration de L'Oréal (depuis 2014 dans le Comité des rémunérations et des ressources humaines) et de PhRMA (Pharmaceutical Research and Manufacturers of America).
Elle est la première femme à recevoir la rémunération la plus élevée parmi les membres du conseil d'administration d'une société du DAX30,. 
Le 28 septembre 2020, Merck annonce que Belén Garijo deviendrait en mai 2021 présidente du directoire. Jamais en 300 ans d'existence, ce groupe chimique et pharmaceutique allemand n'a été dirigé par une femme. Elle succède à Stefan Oschmann qui quitte l'entreprise comme prévu après dix ans en mai 2021, devenant ainsi la première femme à diriger seule une entreprise du DAX30.

## Récompenses
- Directeur de l'année 2019 (Asociación Española de Directivos[14])

## Vie privée
Belén Garijo López est marié à un chirurgien urologue et est mère de deux filles.
Elle est aussi supportrice du club de football Real Madrid.